# Czerteż (Gorce)
Czerteż, Czerteży – polana w Paśmie Lubania w Gorcach. Znajduje się w północno-wschodnim grzbiecie wschodniego wierzchołka Lubania (1211 m). Grzbiet ten poprzez Pasterski Wierch (1100 m), Czerteż, Makowicę i Basztę (540 m) opada w widły Dunajca i Ochotnicy w miejscowości Tylmanowa. Na mapie Compassu polana opisana jest jako szczyt z wysokością 955 m, jednak na dokładnej mapie poziomicowej Geoportalu nie ma tutaj żadnego szczytu, a tylko miejsce ostrego załamania spadku grani. Najbliższy szczyt powyżej Makowicy ma wysokość 1094,7 m i znajduje się bardzo blisko szczytu Pasterskiego Wierchu. Również przewodnik turystyczny Gorce wymienia w tym miejscu tylko niewielka polanę Czerteż, nie wspomina nic o szczycie.
Przez polankę biegnie granica między wsiami Ochotnica Dolna i Tylmanowa w powiecie nowotarskim.

## Szlak turystyczny
Przez polankę biegnie szlak turystyczny. Jest to najbardziej stromy szlak w Gorcach i równocześnie o największej deniwelacji – suma podejść ponad 800 m.
 Tylmanowa (Baszta) – Makowica – Czerteż – Hala Tylmanowska – Pasterski Wierch – Lubań. Odległość 5,5 km, suma podejść 850 m, suma zejść 40 m, czas przejścia 2 godz. 40 min, z powrotem 1 godz. 30 min.